# Michal Klec
Michal Klec (* 5. prosince 1995) je slovenský fotbalový záložník a bývalý mládežnický reprezentant, hráč klubu MŠK Žilina.

## Klubová kariéra

### MŠK Žilina
Svoji fotbalovou kariéru začal v mužstvu MŠK Žilina, kde prošel všemi mládežnickými kategoriemi.
V průběhu podzimní části ročníku 2013/14 se propracoval do prvního týmu. Nastupoval rovněž za rezervní tým. V sezóně 2016/17 Fortuna ligy získal se Žilinou titul.

### FK Senica (hostování)
V září 2015 se stal součástí transferu za Filipa Hlohovského, který přestoupil ze Senice do Žiliny. Klec zamířil opačným směrem na hostování. V Senici dostal dres s číslem 9. Za Senici v nejvyšší soutěži debutoval v ligovém utkání 8. kola (12. 9. 2015) proti MFK Zemplín Michalovce (výhra Senice 3:1), když v 57. minutě vystřídal Samuela Mráze. V následujícím ligovém střetnutí vsítil svůj premiérový gól, když v 8. minutě otevřel skore zápasu proti FO ŽP Šport Podbrezová (zápas skončil výhrou Senice 3:1). 25. 10. 2015 ve 14. kole vsítil v derby proti MFK Skalica druhou branku svého týmu (utkání skončilo 3:0). Potřetí za mužstvu se prosadil proti Michalovcům v 19. kole, když srovnával na konečných 1:1.

### Klubové statistiky
Aktuální k 25. únoru 2016
| Sezona  | Klub              | Soutěž       | Zápasy | Góly |
| ------- | ----------------- | ------------ | ------ | ---- |
| 2013/14 | MŠK Žilina        | Corgoň liga  | 5      | 0    |
| 2014/15 | MŠK Žilina        | Fortuna liga | 6      | 0    |
| 2015/16 | MŠK Žilina        | Fortuna liga | 2      | 0    |
| 2015/16 | FK Senica (host.) | Fortuna liga |        |      |

## Reprezentační kariéra
Klec byl členem slovenské mládežnické reprezentace do 19 let.